# Múscul elevador del llavi superior
El múscul elevador del llavi superior (musculus levator labii superioris) és un múscul de la cara utilitzat en l'expressió facial. Aquest múscul, de forma plana allargada, com una fulla àmplia, s'estén des del costat del nas fins a l'os zigomàtic.
S'origina a la cara nasal de l'os zigomàtic. Les fibres medials formen el cap angular, que sorgeix d'una extremitat punxeguda de la part superior de l'apòfisi frontal del maxil·lar superior. Passa obliquament cap avall i, lateralment, es divideix en dues parts. Una d'aquestes parts està inserida en el cartílag alar major i en la pell del nas. L'altra part es perllonga fins a la part lateral del llavi superior, combinant-se amb la vora infraorbitària i el múscul orbicular dels llavis. La porció intermèdia de la vora infraorbitària s'origina des de la vora inferior de l'òrbita, immediatament per sobre del forat infraorbitari. Algunes de les seves fibres s'adjunten al maxil·lar superior; d'altres, a l'os zigomàtic. Aquestes fibres convergeixen per inserir-se en la substància muscular del llavi superior entre el cap angular i el múscul caní.
Està irrigat per les branques de l'artèria facial i està innervat per la branca zigomàtica del nervi facial.

## Imatges

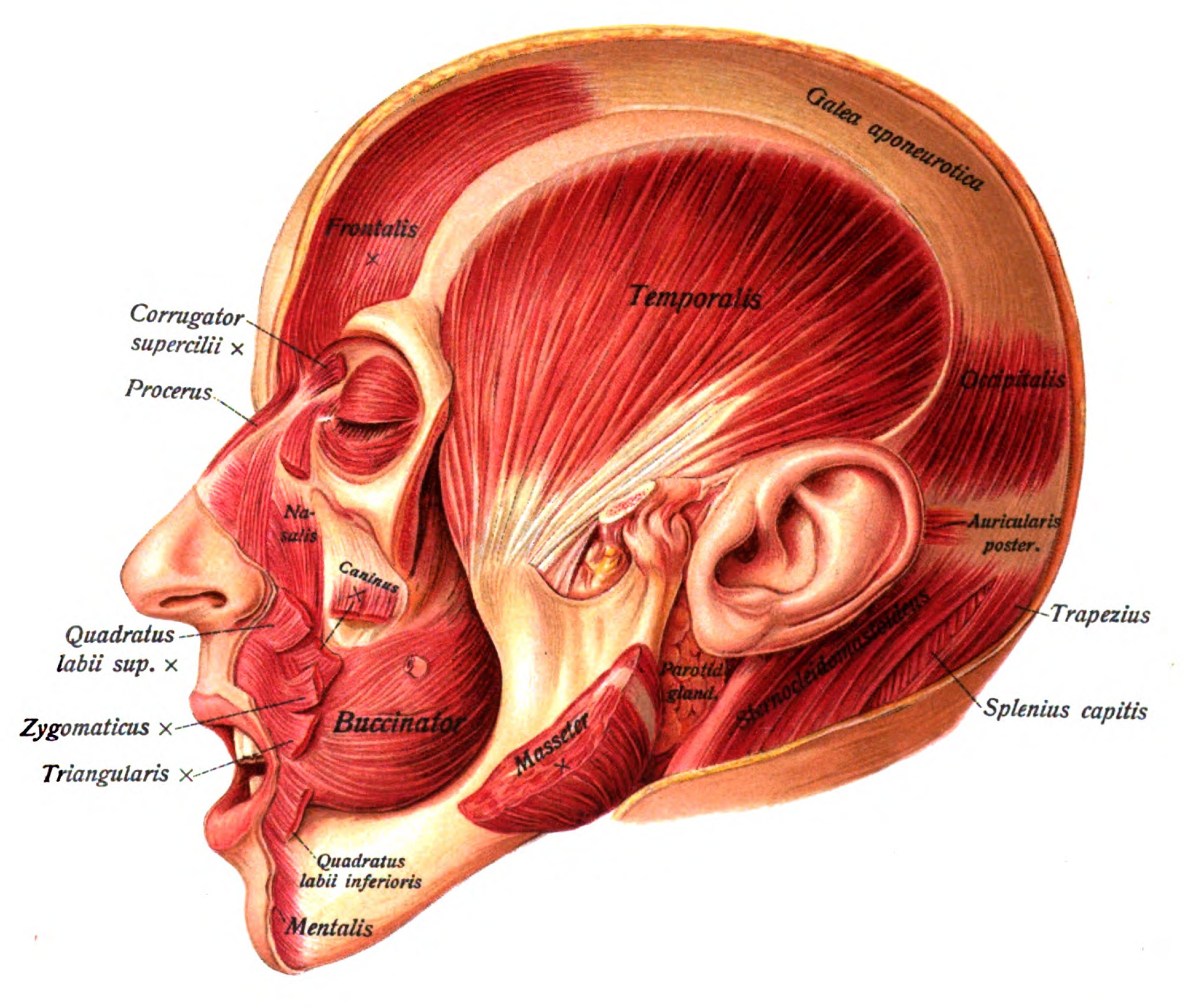
Músculs de la cara i el cuir cabellut.
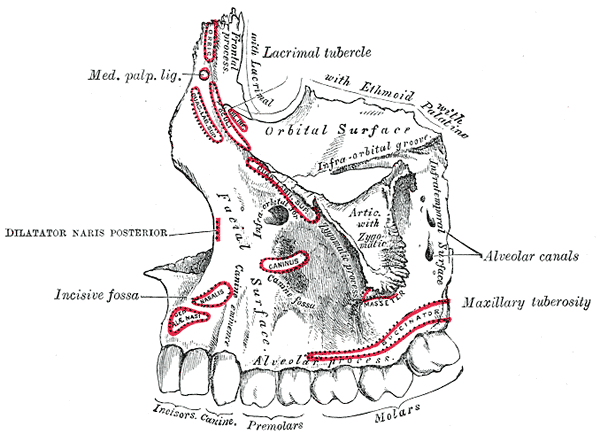
Maxil·lar esquerre. Superfície exterior.
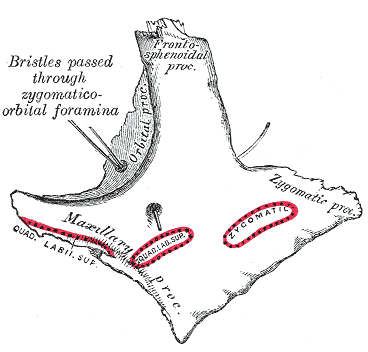
Costat esquerre de l'os zigomàtic. Superfície malar.
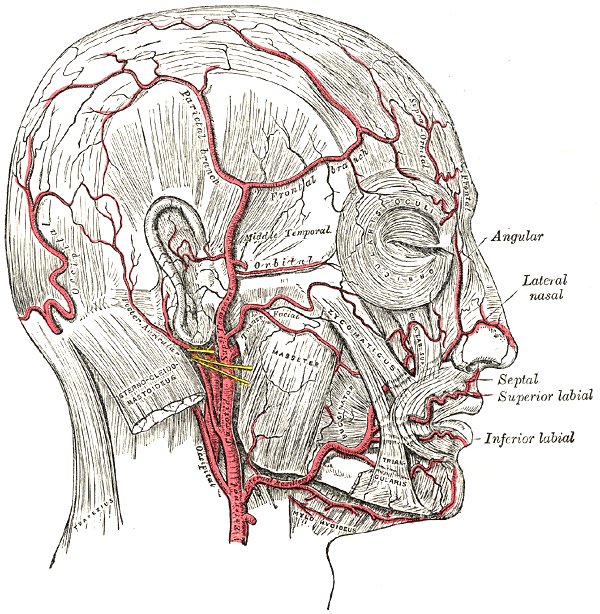
Artèries de la cara